# Dynamine dentilinea
Dynamine dentilinea är en fjärilsart som beskrevs av Talbot 1932. Dynamine dentilinea ingår i släktet Dynamine och familjen praktfjärilar. Inga underarter finns listade i Catalogue of Life.